# آيليا فلاتشيلا
آيليا فلافيا فلاتشيلا هي إمبراطورة رومانية قرينة وهي زوجة الإمبراطور ثيودوسيوس الأول الأولى، ولدت في سنة 356 في هسبانيا، في حوالي سنة 375-376 تزوجت من ثيودوسيوس ابن الكونت ثيودوسيوس. ولدت لثيودوسيوس ثلاثة أبناء وهم أركاديوس الذي أصبح إمبراطور الشرق وهونوريوس الذي أصبح إمبراطور الغرب وابنة واحدة اسمها بولخيريا والتي توفيت بعد سنة واحدة. عرفت بإيمانها بالمسيحية النيقية وذكر المؤرخ سوزومن أنها كانت تحب مساعدة الفقراء والمعوقين. توفيت في سنة 386، وقد تم وضع تمثال كتكريم لها في القسطنطينية. تحتفل الكنيسة الأرثوذكسية بها كقديسة في يوم 14 سبتمبر.